# Ghiacciaio Telen
Il ghiacciaio Telen è un ghiacciaio situato sulla costa del Principe Harald, nella Terra della Regina Maud, in Antartide. Il ghiacciaio scorre verso nord fino a entrare nella parte orientale della baia di Lützow-Holm, passando tra il colle Telen e capo Kjuka.

## Storia
Il ghiacciaio Telen è stato mappato e così battezzato da cartografi giapponesi grazie a fotografie aeree scattate nel corso della spedizione giapponese di ricerca antartica svoltasi tra il 1957 e il 1962, e così battezzato per la sua prossimità al già citato colle Telen, che deve il proprio nome all'espressione norvegese Telen, letteralmente "crosta ghiacciata".